# Южный Динаджпур
Южный Динаджпур или Дакшин-Динаджпур (англ. South Dinajpur, бенг. দক্ষিণ দিনাজপুর জেলা) — округ в индийском штате Западная Бенгалия. Образован 1 апреля 1992 года. Административный центр округа — Балургхат. Южный Динаджпур граничит с Бангладеш и с округами Малда и Северный Динаджпур.
По данным всеиндийской переписи 2001 года население округа Южный Динаджпур составляло 1 503 178 человек, из них индуистов — 1 112 575 (74,01 %), мусульман — 361 047 (24,02 %), христиан — 22 039 (1,47 %) и сикхов — 215 человек.